# Friedrich Niederl
Friedrich Niederl (* 15. Juli 1920 in Treglwang, Steiermark; † 19. Dezember 2012 in Wien) war ein österreichischer Politiker (ÖVP), Landeshauptmann der Steiermark und Jurist.

## Leben
Niederl wurde in Treglwang als unehelicher Sohn der Landarbeiterin Josefa Niederl (* 9. März 1898 in St. Oswald bei Eberstein; † 29. November 1949 in Rottenmann) geboren. Bereits in frühester Kindheit siedelte seine Mutter mit ihm in das Gemeindegebiet von Lassing über, wo er seine Kindheit und Jugend verbrachte. Seine Firmung erhielt er am 22. Juni 1930 in Altaussee. Nach einer Landarbeitertätigkeit in seinem Heimatbezirk Liezen zog er 1936 nach Graz und besuchte die Abendschule der Grazer Handelsakademie. 1940 wurde er in den Kriegsdienst eingezogen, geriet in amerikanische Kriegsgefangenschaft und wurde 1945 aus dieser entlassen. 1948 bis 1951 absolvierte er ein Studium der Rechtswissenschaften an der Grazer Karl-Franzens-Universität. Schon während des Studiums war er wiederholt Gast bei der Katholischen Hochschulverbindung Carolina im Österreichischen Cartellverband, jedoch war ihm als Werkstudent der angestrebte Beitritt nicht möglich. Sein Interesse am katholischen Farbstudententum blieb jedoch bestehen und wurde 1974 durch die Ehrenmitgliedschaft bei der Katholischen Studentenverbindung Babenberg Graz im ÖCV sichtbar bekräftigt.
Nach regionaler politischer wie beruflicher Tätigkeit in Liezen wurde Niederl 1960 Bezirkshauptmann von Feldbach. 1965 wurde er dann unter der Regierung Josef Krainer senior zum Landesrat (Agrar- und Wohnbauressort) bestellt. Nachdem Landeshauptmann Krainer am 28. November 1971 während einer Jagd verstorben war, fand man in seiner Brieftasche einen handgeschriebenen Zettel:

„Dr. Niederl soll Landeshauptmann werden. Er ist der Verlässlichste und Beste. Mit ihm kann man die Steiermark politisch halten.“

Am 10. Dezember 1971 wurde Niederl vom Steiermärkischen Landtag zum vierten steirischen Landeshauptmann der Zweiten Republik gewählt. Als Spitzenkandidat der Steirischen Volkspartei trat er in Folge bei zwei Landtagswahlen (1974 und 1978) an; beide Male konnte die Volkspartei die absolute Mehrheit erringen. 1980 trat Niederl als Landeshauptmann zurück und wurde Obmann der Raiffeisen Zentralkasse Steiermark. Als Landeshauptmann folgte ihm Josef Krainer junior – der Sohn seines Vorgängers.
Im Zuge des Prozesses um einen Versicherungsbetrug in der Bundesländer-Versicherung von Kurt Ruso wurde Friedrich Niederl 1989 wegen Untreue zu zwei Jahren bedingter Haft verurteilt. Er wurde am Friedhof Mauer bestattet.

## Auszeichnungen (Auszug)
- Ehrensenator der Universität Graz (1976)
- Ehrenring des Landes Steiermark
- Ehrenbürger von Lassing, seine Heimatgemeinde widmete ihm auch einen Brunnen am Dorfplatz
- Ehrenbürger von Haus
- Ehrenbürger von Schladming
- Ehrenbürger von Markt Hartmannsdorf
- Ehrenbürger von Unterlamm[8]
- Ehrenbürger von Edelschrott[9]